# Lind (Wisconsin)
Lind es un pueblo ubicado en el condado de Waupaca en el estado estadounidense de Wisconsin. En el Censo de 2010 tenía una población de 1.579 habitantes y una densidad poblacional de 16,98 personas por km².

## Geografía
Lind se encuentra ubicado en las coordenadas 44°17′7″N 89°2′38″O / 44.28528, -89.04389. Según la Oficina del Censo de los Estados Unidos, Lind tiene una superficie total de 92.99 km², de la cual 92.13 km² corresponden a tierra firme y (0.92%) 0.86 km² es agua.

## Demografía
Según el censo de 2010, había 1.579 personas residiendo en Lind. La densidad de población era de 16,98 hab./km². De los 1.579 habitantes, Lind estaba compuesto por el 97.28% blancos, el 0.19% eran afroamericanos, el 0.7% eran amerindios, el 0.32% eran asiáticos, el 0% eran isleños del Pacífico, el 0.82% eran de otras razas y el 0.7% pertenecían a dos o más razas. Del total de la población el 1.77% eran hispanos o latinos de cualquier raza.